# Козма Апостолидис
Козма Миртилос Апостолидис (на гръцки: Κοσμάς Μυρτίλος Αποστολίδης, Космас Миртилос Апостолидис) е български и гръцки учен.

## Биография
Козма Апостолидис е пловдивски грък. Родът му се е преселил в града през XVIII век и произхожда от епирската област Погони.
Апостолидис получава средно образование на гръцки език в Пловдив. Завършва класическа филология с докторат в Атина (1891 – 1896), специализира в Мюнхенския университет (1903 – 1905). Преподава в гръцки гимназии в Пловдив (1887 – 1890, 1898 – 1903), Лозенград (1890 – 1891), Заказик (1905 – 1909) и Атина (1909 – 1915). Поради ушно заболяване се отказва от учителската професия. Завръща се в родния си град, където през 1921 г. овдовява. При все че е болен и без близки, не успява да си издейства гръцка държавна пенсия, но е назначен директор на пловдивския приют за бедни. През 1939 г. става жертва на радикализиращия се национализъм и тъй като не е български поданик, бива принуден да се изсели. „Бях депортиран заради [моята подкрепа за] нашата велика национална идея“, пише той. Установява се в Атина, където почти до смъртта си е пазач в Националния археологически музей. Завещанието му е парафирано на 2 май 1942 г.
Апостолидис събира старогръцките надписи от всички известни по негово време антични паметници в Южна България. Години наред твърдо отстоява правото на Пловдив да пази и разполага с археологическото си наследство, в противовес на централизаторската политика на столицата София. Има изключителен принос за разкриването на древната и средновековна история на Трихълмието. Пръв установява местонахождението на античния стадион между Хълма Евмолпи (Таксим тепе) и Часовия хълм (Сахат тепе) и дава насока за неговото археологическо проучване. Десетилетия по-късно правотата му е доказана с изравянето на сфендона (завоя) на стадиона в подножието на Джумая джамия.
Апостолидис е автор на редица статии на гръцки и български език. Издирва и обнародва (в някои случаи – с превод от гръцки на български) множество ценни документи за миналото на Пловдив, Асеновград и Бачковския манастир. Посмъртно издаденият му капитален труд „История на Пловдив от най-стари до днешни времена“ (1959) е богат източник на фактически материал. Пише също стихотворения и разкази на гръцки.
Друг основен интерес в работата на Козма Апостолидис е историята на Древна Тракия. През 1928 година публикува изследването „За древните траки“ („Περί τῶν ἀρχαίων Θρᾳκῶν“), в което повтаря традиционните гръцки тези за близкото родство на траките с протогърците, въвеждайки и някои нови елементи от съвременната му немскоезична и българска тракология, като родството на траки и фригийци, тракийската таласократия, прединдоевропейското население на Тракия. В „За езика на траките“ („Περί της γλώσσης των Θρακών“, 1932) говори за трако-фригийска езикова група, с общ произход, но отдалечила се от гръцкия език, и защитава подробно позицията, че траките са били изцяло езиково елинизирани преди славянските заселвания. В „За религията на траките“ („Περί της θρησκείας των Θρακών“, 1934) пише, че те се придържат към древногръцката религия, почитайки общогръцките богове, но с някои регионални особености, като култовете към Залмоксис, Сабазий, Кибела, Тракийския конник.
През 2006 г. в Пловдив случайно е открита част от библиотеката на Апостолидис. По-важните книги от нея са описани и закупени от Регионалния исторически музей.

## Избрани трудове[14]
- Обсадата и завладяването на Пловдив от готите. – Сборник Борис Дякович. Пловдив, 1927 (= Годишник на Народната библиотека в Пловдив, 11, 1925), 187 – 194
- Значението на град Пловдив и неговите древни имена. – Годишник на Народната библиотека в Пловдив, 12, 1926, 87 – 95
- Надписът върху пръстена от с. Езерово (ново тълкувание). – Годишник на Народната библиотека в Пловдив, 12, 1926, 97 – 112
- Ο Στενίμαχος, ήτοι συνοπτική της πόλεως Στενιμάχου ιστορία από των παλαιών μέχρι των καθ' ημάς χρόνων. Αθήνα: Πυρσός, 1929
- Τα ελληνικά εν Φιλιππουπόλει σχολεία επί Tουρκοκρατίας και του Bουλγαρικού καθεστώτος μέχρι της καταλύσεως της ελληνικής κοινότητος. – Θρακικά, 2, 1929, 94 – 121
- Δύο έγγραφα εκ Φιλιππουπόλεως από των αρχών του 19ου αιώνος. – Θρακικά, 2, 1929, 325 – 368
- Кондика на Пловдивския абаджийски еснаф (прев. М. Апостолидис, А. Пеев). – Годишник на Народната библиотека и музей в Пловдив, 3, 1930, 1 – 186, табл. I-II
- Неиздадени и неизтълкувани надписи от Тракия. – Годишник на Народната библиотека и музей в Пловдив, 3, 1930, 231 – 271
- Περί της γλώσσης των Θρακών. – Θρακικά, 3, 1932, 181 – 235
- Τα αρχεία του εν Φιλιππουπόλει εσναφίου των τεκτόνων (δουλγέρηδων). – Αρχείον Θρακικού Λαογραφικού και Γλωσσικού Θησαυρού, 1, 1934 – 1935, 102 – 130
- Наръчник на Пловдивската епархия към нейното описание, съчинено от преподобния и малограмотен господин Константин иконом, свещеник пловдивски, и издадено с разноските на Негово високопреосвещенство пловдивския митрополит г-н Паисий във Виена, 1819 (прев. М. Апостолидис). – Известия на Българското географско дружество, 3, 1935, 187 – 205
- Συλλογή αρχαίων επιγραφών ανευρεθεισών εν Φιλιππουπόλει και περί αυτήν. – Θρακικά, 6, 1935, 137 – 176; 7, 1936, 177 – 200, 412; 8, 1937, 106 – 107; 10, 1938, 264 – 280; 12, 1939, 234 – 245
- Περί της Μονής της Κοιμήσεως της Υπεραγίας Θεοτόκου της Πετριτσονιτίσσης. – Θρακικά, 7, 1936, 51 – 82
- Τα αρχεία του εν Φιλιππουπόλει εσναφίου των αμπατζήδων. – Αρχείον Θρακικού Λαογραφικού και Γλωσσικού Θησαυρού, 3, 1937, 145 – 195
- Η Ιερά της Φιλιππουπόλεως Μητρόπολις και οι κώδικες αυτής. – Αρχείον του Θρακικού Λαογραφικού και Γλωσσικού Θησαυρού, 4, 1937 – 1938, 3 – 42; 5, 1938 – 1939, 1 – 66; 6, 1939 – 1940, 25 – 112
- Οι τάφοι λαλούσιν. Επιτάφια μνημεία και επιγραφαί των νεωτέρων Ελλήνων Φιλιππουπολιτών. – Αρχείον του Θρακικού Λαογραφικού και Γλωσσικού Θησαυρού, 9, 1942 – 1943, 28 – 74
- Κώδικες Ανατολικής Θράκης, ήτοι διάφορα βιβλία των εν Τουρκία ελληνικών κοινότητων και μητροπόλεων. Αθήνα, 1954
- Η της Φιλιππουπόλεως ιστορία από των αρχαιοτάτων μέχρι των καθ' ημάς χρόνων. Αθήνα: Ένωσις των Απανταχού εξ Ανατολικής Ρωμυλίας Ελλήνων, 1959